# ツーポイントテンソル
ツーポイントテンソル（英語: two point tensor）とは、連続体力学における2階テンソル量の分類の一つで、現在配置と基準配置の2種類の基底両方を用いて表現されるテンソルである。すなわち、現在配置の基底をei 、基準配置の基底をEI とすると、ツーポイントテンソルは
{\displaystyle {\begin{aligned}{\boldsymbol {Y}}&=Y_{iJ}({\boldsymbol {e}}_{i}\otimes {\boldsymbol {E}}_{J}),\\{\boldsymbol {Z}}&=Z_{Ij}({\boldsymbol {E}}_{I}\otimes {\boldsymbol {e}}_{j})\end{aligned}}}
と表されるようなY , Z である。
ツーポイントテンソルが作用するベクトルの基底は、その参照する配置によって決まる。上記のY , Z の場合、Y は基準配置を参照するベクトルP に、Z は現在配置を参照するベクトルp に作用する：
{\displaystyle {\begin{aligned}{\boldsymbol {YP}}&=\{Y_{iJ}({\boldsymbol {e}}_{i}\otimes {\boldsymbol {E}}_{J})\}(P_{K}{\boldsymbol {E}}_{K})=Y_{iJ}P_{J}{\boldsymbol {e}}_{i},\\{\boldsymbol {Zp}}&=\{Z_{Ij}({\boldsymbol {E}}_{I}\otimes {\boldsymbol {e}}_{j})\}(p_{k}{\boldsymbol {e}}_{k})=Z_{Ij}p_{j}{\boldsymbol {E}}_{I}\end{aligned}}}
ツーポイントテンソルの例としては、変形勾配テンソル、第1パイオラ･キルヒホッフ応力テンソルがある。